# 17-й армійський корпус (Україна)
17-й армійський корпус (17 АК) — оперативно-тактичне об'єднання Сухопутних військ Збройних сил України.

## Історія

### Передумови
З кінця 2024 року обговорювався перехід ЗСУ на корпусну систему. На початку 2025 року ці зміни почали втілюватися.

### Створення
3 липня 2025 року в соціальних мережах корпусу було опубліковано відео, яке розкриває його склад.

## Структура
Станом на 3 липня 2025 року:
- 65-та окрема механізована бригада «Великий луг»
- 110-та окрема механізована бригада імені генерал-хорунжого Марка Безручка
- 128-ма окрема гірсько-штурмова Закарпатська бригада

### Відео
- 17 АК FB (2025.07). 17 армійський корпус (укр.). Процитовано 3 липня 2025 — через www.facebook.com.